# 瑟洛内
瑟洛内（法語：Selonnet，法語發音：[səlɔnɛ]）是法国上普罗旺斯阿尔卑斯省的一个市镇，属于迪涅莱班区。

## 地理
瑟洛内（44°22'16"N, 6°18'40"E）面积29.55 平方千米，位于法国普罗旺斯-阿尔卑斯-蓝色海岸大区上普罗旺斯阿尔卑斯省，该省份为法国东南部内陆省份，北起上阿尔卑斯省，西接沃克吕兹省，西北接德龙省，南至瓦尔省，东临滨海阿尔卑斯省，东北部与意大利接壤。
与瑟洛内接壤的市镇（或旧市镇、城区）包括：巴勒、巴永、蒙克拉尔、圣马丹莱塞讷、塞讷、于拜-塞尔蓬松。

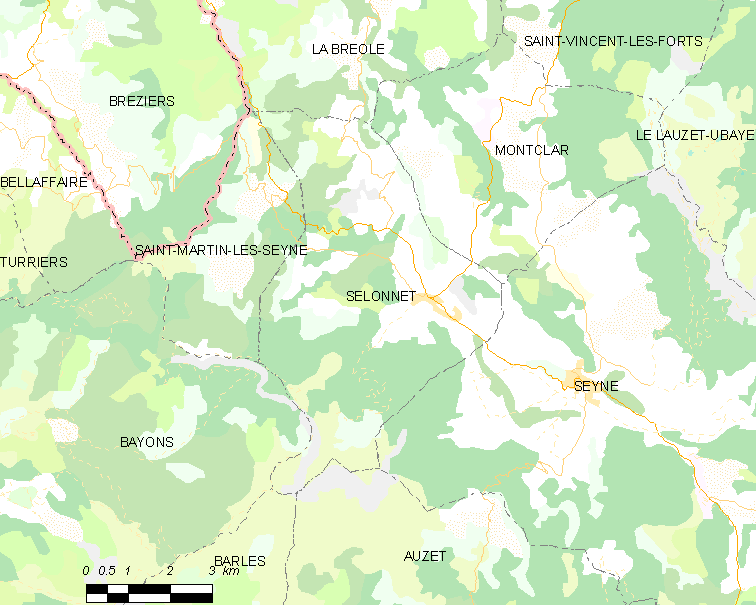
瑟洛内的OSM定位图

瑟洛内的时区为UTC+01:00、UTC+02:00（夏令时）。

## 行政
瑟洛内的邮政编码为04140，INSEE市镇编码为04203。

## 政治
瑟洛内所属的省级选区为塞讷县。

## 人口

1962-2008年间瑟洛内人口变化图示

瑟洛内于2022年1月1日时的人口数量为451人。